# Gerrit Achterberg
Gerrit Achterberg (Nederlangbroek, 20 de mayo de 1905 – Leusden, 17 de enero de 1962) fue un poeta neerlandés. Se le considera uno de los poetas más importantes de la poesía neerlandesa del siglo XX. Su obra ha sido galardonada, entre otros, con el Premio P.C. Hooft y el Premio Constantijn Huygens.
Perteneció al grupo de autores protestantes que escribían en la revista Opwaartsche Wegen ("Vías en ascenso"). También colaboró en la revista Criterium. Publicó varios volúmenes de poemas: Afvaart en 1931, Osmosis en 1941, Radar en 1946 y Spel van de wilde jacht en 1957.
Su uso del lenguaje y la imaginería surrealistas influyó en una generación de poetas posteriores a la Segunda Guerra Mundial conocida como los experimentalistas. Sus versos, de forma tradicional, se caracterizan por ser románticos y metafísicos. Fue un innovador lingüístico, que a menudo acuñaba nuevas palabras basadas en la terminología científica y académica.

## Biografía

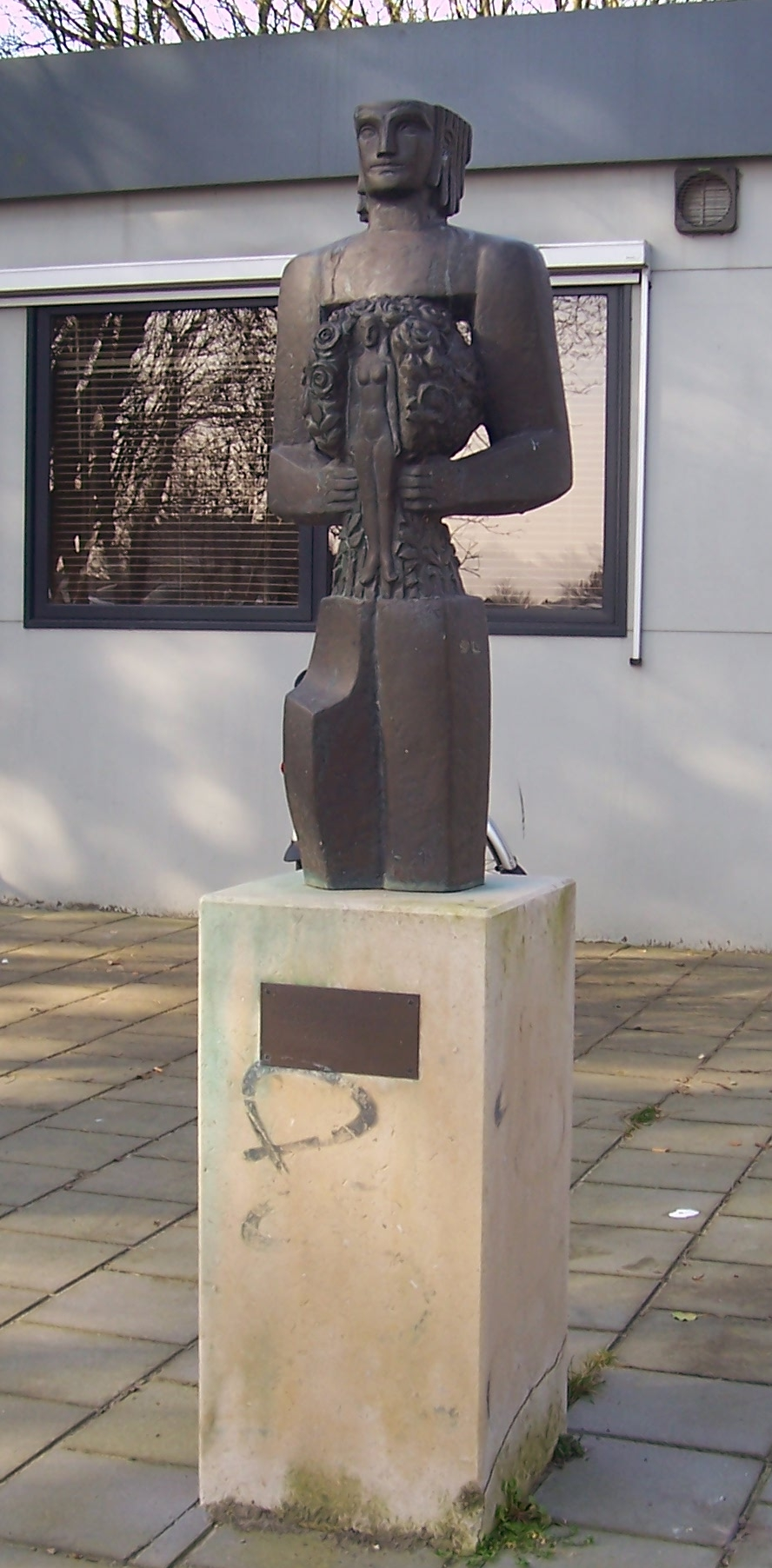
Homenaje a Gerrit Achterberg. Escultura de bronce en Noordwijk realizada por Willem Berkhemer.

Nació en 1905 en Nederlangbroek, una aldea del municipio de Wijk bij Duurstede, y fue el tercer hijo de Hendrik Achterberg y Pietje van de Meent. Su padre era cochero de la familia noble van Lynden van Sandenburg y más tarde, tras la creciente popularidad del automóvil, agricultor. Achterberg y sus ocho hermanos recibieron una estricta educación calvinista. Destacó en la escuela y comenzó a trabajar de profesor en 1924, pero le interesaba más la poesía. Su debut literario tuvo lugar aquel mismo año: junto con Arie Dekker, quien le animó a escribir, publicó la colección De zangen van twee twintigers ("Las canciones de dos veinteañeros"). Más tarde consideraría la obra como un "pecado de juventud".
Mientras tanto, Achterberg era considerado cada vez más por su entorno como un excéntrico introvertido. En aquella época conoció a la que sería su futura esposa, Cathrien van Baak (1908-1989), pero el padre de ésta impidió el noviazgo después de que Achterberg amenazara con suicidarse con una pistola en la mano. Debido a su inestabilidad mental, en 1927 quedó exento de cumplir el servicio militar.
Su carrera como poeta empezó a desarrollarse después de que Roel Houwink se convirtiera en su mentor literario. En 1931 vio la luz la colección de poemas Afvaart ("Zarpa la nave"), en la que ya está presente el tema principal de Achterberg: la evocación de la amante fallecida. Tras la publicación de Afvaart, Achterberg se sumió en una profunda crisis vital. Sufría de alcoholismo, había tenido varios ingresos en instituciones psiquiátricas y sus relaciones con las mujeres eran problemáticas. Su inestabilidad emocional a menudo le llevaba a protagonizar arrebatos violentos.
La situación personal de Achterberg terminó en tragedia. En 1934, había abandonado la docencia para ocupar un puesto de funcionario de agricultura en Utrecht. Vivía en el 20-bis de la calle Boom, en una habitación alquilada a la viuda Roel van Es (Roeltje van den Berg). Según algunas fuentes, Achterberg mantenía una relación con Roel van Es, aunque éste estaba comprometido, y luego se enamoró también de su hija, Bep van Es. El 15 de diciembre de 1937, intentó asaltar a Bep, la hija de 16 años de su casera. Ésta trató de detenerlo, y en medio del forcejeo, Achterberg disparó mortalmente a Roel e hirió a su hija. Él mismo se entregó a la policía y fue condenado a internamiento forzoso en varias instituciones psiquiátricas. No obstante, incluso allí continuó con su labor literaria y mantuvo correspondencia con amigos y editores. En 1939 concluyó un volumen de poesía titulado Eiland der ziel ("Isla del alma").

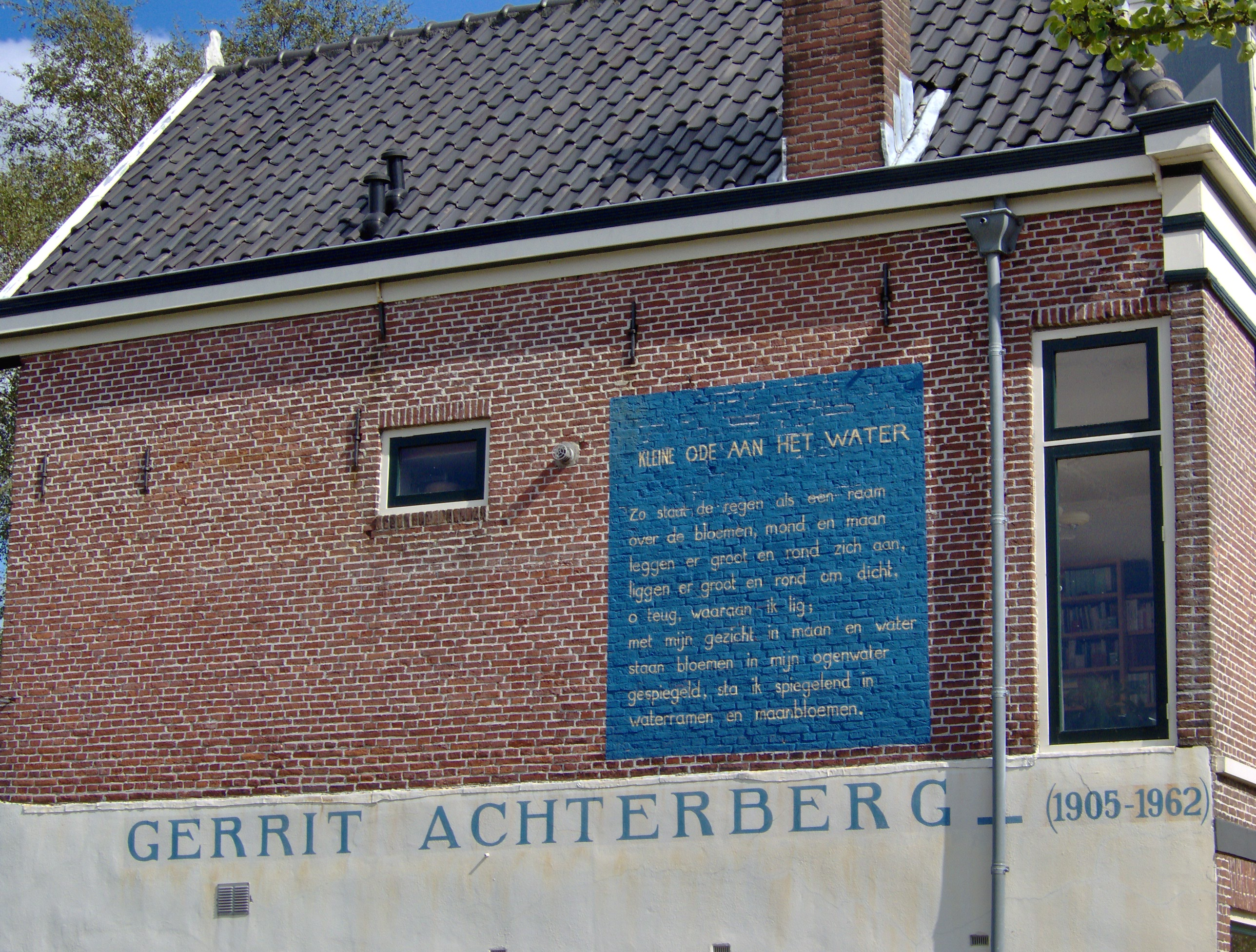
El poema "Kleine ode aan het water" en una fachada de Leiden, Rijnkade 8.

En 1943, tras ser puesto en libertad, volvió a ver a su antigua novia Cathrien van Baak y en 1946 se casó con ella. La pareja se fue a vivir al primer piso de la villa Mariahoeve de la localidad de Hoonte, en el Achterhoek. Tuvieron un hijo que murió a las pocas horas de nacer. 
Tras reencontrarse con su amor de la juventud, comenzó su periodo de máxima actividad creativa. Sólo durante el año 1946 se publicaron nada menos que seis nuevos volúmenes de poesía. Sus obras fueron galardonadas con varios premios: En Jesus schreef in 't zand ("Y Jesús escribió en la arena", 1947) recibió el Premio P.C. Hooft en 1949. Ballade van de gasfitter ("Balada del gasista", 1953) recibió el Premio de Poesía de la Ciudad de Ámsterdam en 1954, y en 1959 Gerrit Achterberg fue galardonado con el Premio Constantijn Huygens por el conjunto de su obra.
Sus últimos años de vida los pasó en Leusden, donde el 17 de enero de 1962 murió de un ataque al corazón, a los 56 años de edad. Está enterrado junto a su esposa en el cementerio de Rusthof de Leusden, en su lápida se encuentra inscrito uno de sus poemas:

Pasó de muerte en muerte hasta morir. Descartó los nombres que adquirió. Excepto esta piedra, en la que está escrito:
El poeta del verso que no corrompió.

## Obras

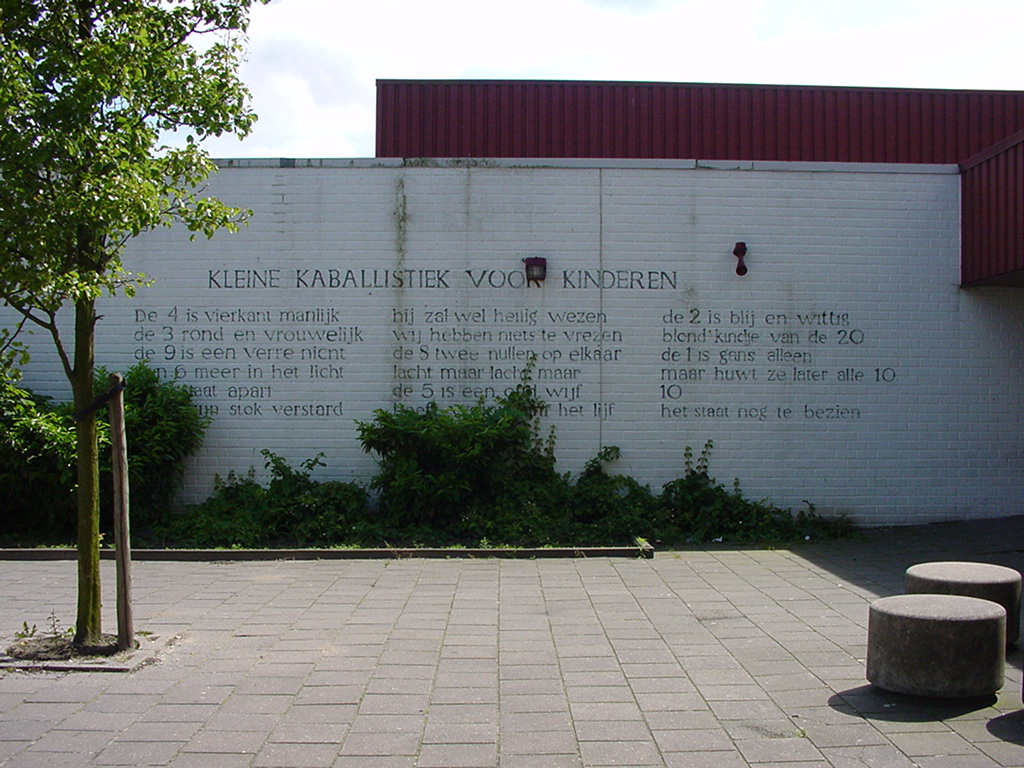
Poema mural "Kleine kaballistiek voor kinderen" en Leiden

- 1925 – De zangen van twee twintigers
- 1931 – Afvaart
- 1939 – Eiland der ziel
- 1940 – Dead end
- 1941 – Osmose
- 1941 – Thebe
- 1944 – Eurydice
- 1944 – Morendo
- 1944 – Sintels
- 1946 – Cryptogamen
- 1946 – Energie
- 1946 – Existentie
- 1946 – Limiet
- 1946 – Radar
- 1946 – Vervulling
- 1946 – Sphinx
- 1946 – Stof
- 1947 – Doornroosje
- 1947 – En Jezus schreef in 't zand
- 1949 – Hoonte
- 1949 – Sneeuwwitje
- 1950 – Mascotte
- 1953 – Ballade van de gasfitter
- 1953 – Cenotaaph
- 1953 – Ode aan Den Haag
- 1954 – Autodroom
- 1957 – Spel van de wilde jacht
- 1961 – Vergeetboek
- 1969 – Blauwzuur[7]